# Patriotisme irlandais au XVIIIe siècle
 (avril 2007).
Les patriotes irlandais vont naître du colonialisme imposé par la couronne anglaise dès le XVIe siècle. Les souverains et gouvernants anglais et britanniques utilisant le territoire irlandais comme récompense pour leurs partisans, accordant par pur clientélisme, terres et titres irlandais. Les premiers patriotes, protestants, seront, ceux-là mêmes que la couronne avait récompensés et qui suivant l'exemple américain réclamèrent plus d'autonomie pour la colonie.

## Les causes

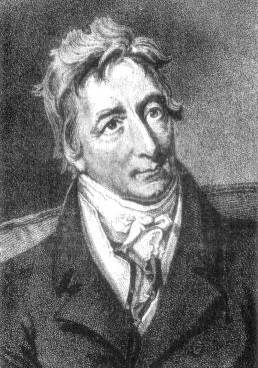
Henry Grattan

Depuis le traité de Poynings en 1494, l’Irlande avait un statut de colonie anglaise, soumise à la couronne anglaise. On assiste alors à plusieurs phases de colonisations Anglaise et Écossaise. Avec le règne de Marie Tudor (1553-1558) et Élisabeth Ire (1558-1603), ce phénomène s’accélère, mais c’est surtout sous Cromwell que l’immigration va être à son apogée. En effet, ce dernier paie ses soldats avec des possessions de terres irlandaises. Cette occupation s’accompagne presque toujours d’expulsion de la population locale au profit des nouveaux habitants.
De plus, une différence religieuse sépare les deux communautés. Les Gaéliques sont catholiques tandis que les Anglais ou les Écossais sont protestants. Les nouveaux immigrés vont très vite s’appuyer sur leurs différences religieuses pour légitimer leur suprématie et considérer la population locale comme des indigènes. De la fin du XVIIe siècle jusqu’au premier tiers du XVIIIe siècle sont votées les lois pénales qui défavorisent les catholiques et les mettent dans un rang de classe inférieur. Les catholiques sont privés de droits fondamentaux comme : l’interdiction d’accéder au poste de haut fonctionnaire (justice, politique), suppression du droit à la propriété, suppression du droit de vote, de scolariser les enfants, suppression du mariage entre les deux religions. Les lois pénales ont été appliquées plus pour conforter la classe dominante que par simple fanatisme religieux. 
Au début du XVIIIe siècle, les catholiques représentaient 80 % de la population mais ne possédaient plus que 15 % des terres, et ce chiffre va atteindre 5 % jusqu’à l’abrogation des lois pénales. Seuls les protestants pouvaient siéger au Parlement. Ce dernier était composé de la chambre haute ou chambre des Lords à Dublin qui comprenait les lords temporels au nombre de deux cents environ, tous descendants des propriétaires anglais ou anglo-irlandais les mieux pourvus en terre et en titres, et les lords spirituels au nombre de vingt-deux, tous évêques ou archevêques de l’Église établie (Église d'Angleterre).
La chambre basse ou chambre des communes comptait 300 membres. 128 étaient désignés par des électeurs. Les 172 autres membres des communes étaient nommés par le gouvernement britannique ou par les grands propriétaires qui détenaient les sièges comme de véritables propriétés privées. Le pouvoir exécutif, représenté par le gouvernement et le vice-roi qui siégeait à Dublin avait la haute main sur les revenus et dépenses de l’île. Ces derniers distribuaient avec largesse les pensions nécessaires à la formation de solides majorités parlementaires dévouées aux intérêts britanniques.
On assiste donc à la suprématie des colons protestants, et parallèlement à une forme de nationalisme protestant dès la fin du XVIIe siècle. Celui-ci va perdurer tout au long du XVIIIe siècle, avec des leaders politiques différents, voire opposés en ce qui concerne leur vision politique de l’Irlande. Des hommes comme William Molyneux, Jonathan Swift, Henry Flood, Henry Grattan, Charlemont, Theobald Wolfe Tone ou Robert Emmet incarnent encore aujourd’hui en Irlande des figures du patriotisme irlandais. Il est donc important de s’intéresser à l’évolution des patriotismes en Irlande, tout au long du XVIIIe siècle, et de comprendre quels impacts ces courants politiques ont eu pour le peuple irlandais.

## L’essor du patriotisme irlandais

### Une protestation coloniale
Le XVIIIe siècle irlandais, dont l’acte de naissance est la signature du traité de Limerick, est en quelque sorte le siècle d’or de la domination protestante coloniale. Les premiers nationalistes parlaient de nation irlandaise protestante. Mais des mécontentements se sont fait sentir, d’autant plus que les colons irlandais ont de moins en moins eu besoin de l’Angleterre pour assurer leur sécurité.
Le premier nationalisme irlandais provient donc des colons protestants qui voulaient à tout prix garder le pouvoir dans l’île. C’est dès la fin du XVIIe siècle qu’on assiste à un essor du nationalisme protestant avec des personnes comme Molyneux ou Swift. Molyneux (1656-1698), est né à Dublin, il devient haut fonctionnaire, puis député. Bien qu’il soit protestant d’origine anglaise, il défend l’autonomie du parlement Irlandais, en s’appuyant sur les droits hérités du Moyen Âge. L’ouvrage de William Molyneux, The case of island stated, publié en 1698 devient très vite tout au long du XVIIIe siècle une sorte de référence patriotique et connut une réédition en Irlande et aux États-Unis. Enfin Swift a combattu les abus de l’ordre politique en place, et il était un ardent défenseur de l’indépendance législative et constitutionnelle de l’Irlande protestante.

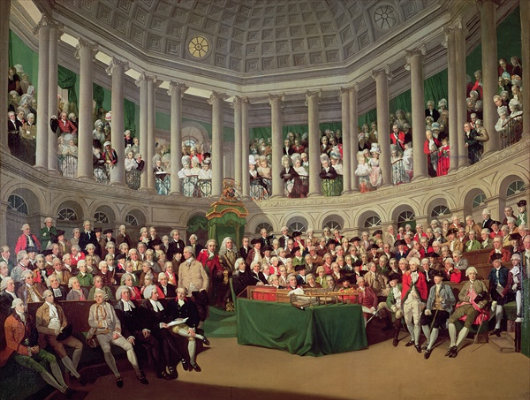
La Chambre des communes du Parlement irlandais en 1780

La contestation coloniale s’est incarnée à la chambre des communes, dès 1760 avec un petit groupe de protestants libéraux déçus de la politique britannique en Irlande. Ce groupe parlementaire se nommait les « patriotes irlandais », et étaient composés d’Henry Flood, et dès 1775, d’Henry Grattan. Ils ont tout d’abord réclamé la liberté commerciale envers la Grande-Bretagne, car la couronne britannique pratiquait des mesures protectionnistes sur la plupart des marchandises venues d’Irlande comme pour l’agriculture.
Mais c’est surtout dans le domaine industriel que le protectionnisme se ressentait le plus. L’industrie textile était la plus importante des activités exportatrices britanniques. Or l’Irlande possédait un embryon d’industrie textile axée sur la production de laine. La législation tudorienne en interdit l’exportation. On estime que c’est une des raisons qui a provoqué la ruine de l’industrie lainière, ce qui va entraîner par la suite une importante émigration presbytérienne vers le continent américain. Leur deuxième grande réclamation était l’indépendance législative de l’Irlande vis-à-vis de le Parlement de Grande-Bretagne. Henry Flood fit Voter en 1768 l’Octennial Act qui limitait à huit ans la durée du mandat parlementaire. La première législature « élue » sous ce régime, était plus sensible aux revendications du groupe des partisans Irlandais.
Les idées des parlementaires partisans avaient eu quelque influence, mais c’est surtout la révolte des colons d’Amérique qui va servir de tremplin à leurs revendications.

### Les répercussions de la guerre d’indépendance américaine

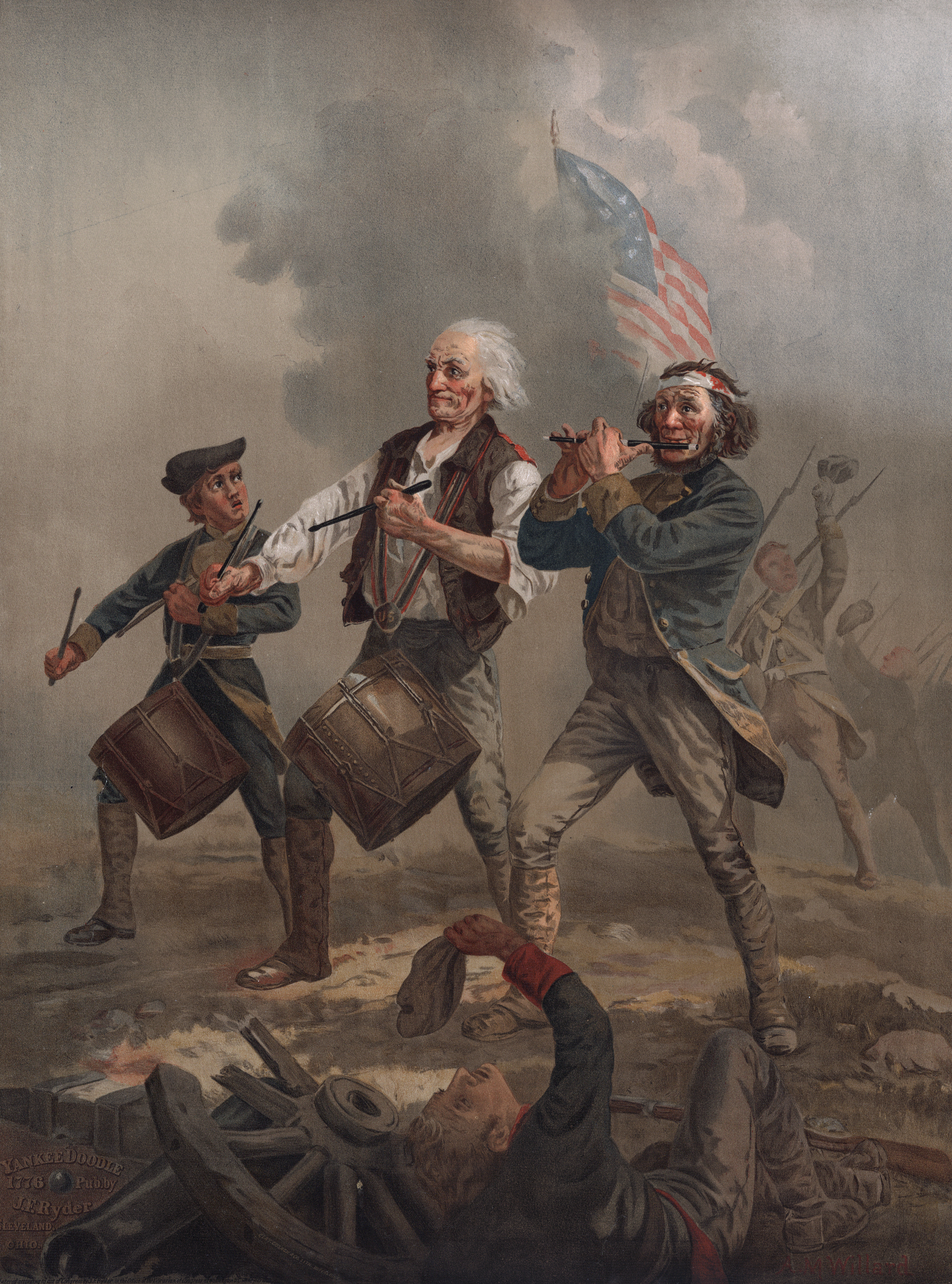
L'Esprit de 1776 ou l'influence de la révolution américaine en Irlande

Bien que le parlement irlandais ait affirmé sa loyauté envers la couronne britannique, la rébellion des colonies américaines échauffait les esprits. La plupart des colons irlandais se sentaient très proches des insurgés américains. Tout d’abord à cause de la similarité des revendications et aussi à cause de la forte émigration de protestants irlandais en Nouvelle-Angleterre. En raison de ces difficultés militaires, la Grande-Bretagne avait dû retirer une partie de ses troupes stationnées en Irlande pour les envoyer combattre en Amérique. Dans toute l’Irlande, des milices s’organisaient pour prendre la relève des troupes et ainsi assurer la défense des côtes contre une éventuelle invasion franco-espagnole. Patronné par les pairs du royaume, financé par les grands propriétaires, ce mouvement des volontaires, commandé en 1778 par le duc de Leinster, va compter près de 40 000 hommes. En 1780, l’armée des volontaires, forte de 80 000 hommes, fut placée sous les ordres d’un patriote, le comte de Charlemont, un ami de Flood et de Grattan. Les volontaires sont d’abord composés de membres des classes moyennes protestantes, qui sont pour la plupart pro-américains et hostiles à toute intervention du parlement britannique dans la vie politique irlandaise. Peu à peu, des bourgeois catholiques y entrent à leur tour. Les Volontaires qui parlent au nom du peuple deviennent le pivot de la lutte constitutionnelle, en menaçant le pouvoir britannique de suivre l’exemple américain.
Dès 1778, des lois émancipatrices en faveur des catholiques sont votées, complétés par une loi de 1782. Elles leur concédaient le droit de détenir de la terre avec des baux de longue durée, abolissaient les dispositions qui permettaient aux fils convertis de spolier leur famille et décidaient que les successions catholiques se feraient selon le droit commun. Ce n’était pas encore l’égalité des droits, mais c’était une première brèche significative dans les lois pénales. Ces nouvelles avancées sont dues en partie aux protestants éclairés, favorables à l’assouplissement des lois pénales. Henry Grattan se félicite en 1782 de l’abrogation du code pénal au nom de la nécessité d’union nationale. Pour la majorité des protestants d’Irlande, les catholiques ne constituaient plus un réel danger, et il était normal que les protestants contrôlent l’Irlande mais que les catholiques retrouvent leur identité. Ces avancées pour les catholiques sont aussi dues au gouvernement britannique qui tenta de renforcer le pouvoir catholique afin de contrecarrer les trop fortes ambitions de certains colons protestants. 
Néanmoins, au cours de la longue guerre d’indépendance américaine, les revendications des patriotes irlandais devinrent plus radicales. Ces derniers ont maintenant une nouvelle forme de pression grâce aux volontaires.

## L’indépendance Parlementaire

### Le parlement de Grattan
Passé le danger de l’invasion, les volontaires ont gardé leurs armes et exigé la liberté commerciale. Sur leur canons flottaient des rubans proclamant Free trade or else (Liberté du commerce ou sinon). Le message était on ne peu plus clair. Le gouvernement jeta du lest : à la fin de 1779 et au début de 1780, Londres rétablit la liberté d’exportation de la laine et celle du négoce avec les colonies.
Encouragé par ce premier succès, Henry Grattan qui a supplanté Henry Flood à la suite d’un scandale financier (il aurait accepté de bénéficier des largesses de l’autorité en place, ce qui l’a déconsidéré en tant que parlementaire de l’opposition). Henry Grattan devient donc chef des patriotes, et revendique l’indépendance législative de l’Irlande. Le gouvernement reste sourd à ses revendications. Les volontaires se mobilisent à nouveau. Le 15 février 1782, ils se regroupent en Convention nationale à Dungannon dans le comté de Tyrone, en présence de Lord Charlemont assisté de Flood et de Grattan. Le moment était bien choisi car la Grande-Bretagne éprouvée par sa défaite en Amérique (capitulation de Yorktown en octobre 1781) était en pleine crise ministérielle. Dans un contexte géopolitique toujours plus délicat, Londres ne prit pas le risque de voir s’ouvrir un nouveau front en Irlande. Le parlement Irlandais obtint de Londres en avril-mai 1782 l’abrogation de l’acte déclaratoire de 1720 et de la loi Poynings qui retirait à l’Irlande toute initiative législative. Enfin, le 22 janvier 1783, le parlement de Westminster votait l’acte de renonciation qui accordait au Parlement de Dublin l'autonomie législative.

Cette nouvelle période se nomme le parlement de Grattan ou Grattan’s parliament. Le parlement de Dublin n’était plus tenu de solliciter l’approbation du Conseil privé britannique avant de voter une loi. Grattan s’est empressé alors d’en user pour abroger les restrictions commerciales et développer l’agriculture et l’industrie nationales. Le parlement irlandais obtient peu de temps après l’extension de l’habeas corpus, l’inamovibilité des juges, le contrôle de l’armée nationale et le rétablissement de la juridiction de la chambre des lords irlandaise comme cour d’appel souveraine.
Néanmoins, le parlement de Dublin était toujours aussi peu représentatif. Le patronage, le système des bourgs pourri, le trafic des postes et des pensions n’avaient pas disparu. La législature continuait d’être dévouée aux grands propriétaires britanniques « landlords » qui ne voulaient pas partager le pouvoir. Enfin l’indépendance législative de Grattan était un compromis constitutionnel bancal. Car le vice-roi irlandais était toujours nommé par la monarchie britannique et conservait un droit de veto sur toutes les législations des députés irlandais. Enfin, les catholiques comme les presbytériens restent exclus de toutes représentations politiques. De plus, le parlement, constitué d’anglo-irlandais anglicans semble pourtant très divisé en ce qui concerne la poursuite des réformes.

### De multiples divisions
Il y avait de nombreuses voix dissonantes. Le bloc britannique qui ne distinguait pas ses intérêts des intérêts de la métropole et de l’empire. Ce parti était représenté par John Fitzibbon. Face à ce bloc britannique, le « parti patriote » assumait l’héritage de la révolution de 1688 et revendiquait pour les sujets coloniaux les mêmes droits que les sujets métropolitains. Mais après les victoires de 1782-1783, les patriotes vont se diviser. Henry Grattan voulait s’en tenir à l’indépendance législative. Flood estimait qu’elle était incomplète sans une réforme parlementaire. Car le gouvernement dévoué à la couronne Britannique savait bien s’assurer de la docilité du parlement de Dublin en comblant de titres, de pension et d’honneurs les notables locaux, véritable propriétaire de leur siège. Les deux hommes se sont opposés également sur la question catholique : Grattan était favorable à l’égalité civique pour les catholiques, du moins aux aristocrates et aux bourgeois, Flood était farouchement attaché à l’exclusivisme de la nation protestante. Pour faire pression sur les autorités, et en finir avec les divisions, les Volontaires se réunirent en Convention nationale le 10 novembre 1783. Cette dernière se priva du soutien populaire catholique en renonçant à une réforme favorable à cette communauté religieuse. Henry Flood présenta alors à la chambre des communes un plan de réformes modérées élaborées par les commissions militaires volontaires (comme un mandat pour les députés de trois ans au lieu de huit), mais celle-ci provoqua un tollé chez les parlementaires. À la suite de cet échec, le gouvernement décida de dissoudre la Convention. Le parlement de Dublin sous l’impulsion d’un protestant fanatique, John Fitzibbon, s’opposa systématiquement à toutes réformes favorables aux catholiques. L’alliance entre l’exécutif et les conservateurs britannique bloquait la situation politique irlandaise qui n’avait en fait guère changé depuis l’obtention de l’autonomie législative. Les volontaires devaient choisir entre rébellion et soumission. Les modérés l’emportèrent, et Charlemont prononça peu après la dissolution de la convention. Malgré une volonté de réforme de la part de certains patriotes irlandais, ces derniers virent leurs actions limitées par deux divisions principales. L’une politique sur la question de la réforme parlementaire, l’autre religieuse sur la question de l’égalité entre protestants et catholiques.
L’insurrection américaine avait fourni aux protestants patriotes l’occasion d’exiger les droits dont jouissaient leurs compatriotes britanniques. C’était en quelque sorte la querelle du frère cadet contre son aîné. La révolution française, quant à elle va révéler aux Irlandais leur existence en tant que nation.

## La Révolution française, un nouveau souffle patriotique

### L’influence française
Les liens entre l’Irlande et la France étaient nombreux : migratoire, commerciaux, culturels, etc. Les premières journées révolutionnaires en France ont eu un retentissement particulier en Irlande. Elles soulevèrent de l’enthousiasme comme l’écrivait Richard Burke Junior : « la plupart des causes qui produisirent la Révolution française existent en Irlande : l’opposition entre aristocratie foncière et bourgeoisie commerçante, l’opposition entre les possédants et les non-possédants, l’opposition entre l’establishment ecclésiastique et le peuple ». Ces idées ont trouvé un large écho dans la population protestante non anglicane que l’on a appelée les dissenters ainsi que chez les catholiques. De plus, une partie des volontaires qui n’avaient pas encore abandonné l’uniforme, par découragement ou par prudence, ont formé des corps plus radicaux et plus ouverts, perméables à la propagande et aux idées venues de France. Grattan, ancien leader des Volontaires, était farouchement hostile à ce dernier mouvement. Une phrase à lui résume son sentiment : « L’ancienne, la première organisation des volontaires était respectable car elle représentait les possédants de la nation, mais aujourd’hui on tente d’armer les déshérités de la nation. À l’origine, les Volontaires étaient la propriété en armes, vont-ils devenir la mendicité en arme ? »
Le radicalisme protestant trouva un porte-parole en la personne de Theobald Wolfe Tone, jeune avocat au barreau de Dublin. Il s’est mis à réfléchir au meilleur moyen d’affranchir son peuple du « joug colonial ». Cet hommes des Lumières, pensait aller au-delà des particularismes religieux à une commune citoyenneté républicaine. C’est à l’automne 1791 que Théobald Wolf Tone participe à la fondation d’un club politique : les Irlandais Unis de Belfast. Voulant mettre fin aux divisions confessionnelles de l’Irlande en faisant une politique émancipatrice en faveur des catholiques, leur premier programme était assez modéré ; ils demandaient : 
- une réforme parlementaire,
- la tenue d’élections annuelles,
- un découpage équitable des circonscriptions électorales.

On assiste dès lors à un rapprochement avec les catholiques mais aussi avec les defenders. Ce rapprochement a inquiété le gouvernement et l’a incité à promouvoir de nouvelles concessions. À la cession parlementaire de 1792, et contre la volonté de l’ascendancy protestante, de nouvelles lois permettent aux catholiques d’être avocats, autorisent les mariages mixtes, suppriment certaines barrières dans l’éducation, dans le commerce et dans l’industrie, et malgré une pression importante des conservateurs protestants, le droit de vote est accordé aux tenanciers catholiques pouvant payer quarante shillings.
Néanmoins, les catholiques étaient toujours inéligibles. Au cours de la même cession, les Volontaires sont supprimés et remplacés par une milice pro-gouvernementale. De leur côté, les Irlandais unis, insatisfaits par des mesures qu’ils trouvaient insuffisantes se radicalisèrent peu à peu. La demande du suffrage universel devient l’une de leurs revendications à partir de 1794. Mais l’accélération des événements révolutionnaires français a parallèlement contribué à diminuer le soutien dont ils bénéficiaient de la part des réformateurs modérés. Le gouvernement britannique décide alors, en 1794, d’interdire le mouvement et de le réprimer fortement.

### La guerre ouverte pour une réelle indépendance
La société des Irlandais unis s’est radicalisée et s’est transformée en une société secrète à la suite de son interdiction. Leur programme était plus radical : « renverser la tyrannie gouvernementale, briser les liens qui attachent l’Irlande à la Grande-Bretagne, conquérir une réelle indépendance, et enfin oublier les particularismes religieux. Les Irlandais Unis cherchèrent l’alliance de la France, en guerre avec la Grande-Bretagne depuis 1793. Des contacts ont été établis entre le gouvernement français et le directoire exécutif des Irlandais unis. Ce fut Theobald Wolfe Tone qui fut le véritable artisan de l’alliance franco-irlandaise. Réfugié à Paris, il a harcelé les ministres et fini par les rallier à sa cause. Le général Hoche fut chargé de monter une expédition de débarquement en Irlande. Une armée de 15 000 hommes embarqués sur quarante deux vaisseaux est sortie de la rade de Brest le 15 décembre 1796. Mais elle fut dispersée par la tempête. À cause des éléments naturels, et aussi de la mauvaise volonté des officiers, une occasion favorable a été irrémédiablement gâchée. Affolés par les menaces de débarquement, les groupes protestants réactionnaires ont multiplié les abus et les provocations en formant de nombreuses milices (Wrekers et Peep O’day boys). De plus entre mars 1796 et avril 1797, presque la totalité de l’Irlande était placé sous la loi martiale. La presse contestataire était interdite, et les principaux dirigeant étaient arrêtés. Les troupes britanniques du général Lake ont désarmé les Irlandais en commettant de nombreuses exactions (meurtres, tortures, incendies).  De leur côté, les Irlandais Unis préparaient une insurrection générale. En 1798, une dénonciation permit au gouvernement de décapiter l’organisation révolutionnaire, et une dizaine de chefs ont été arrêtés. C’est dans ce climat de violence et de méfiance qu’a débuté l’insurrection générale le 23 mai 1798, elle fut écrasée par des forces anglo-irlandaises le 21 juin 1798. La rébellion de juin 1798 a échoué car le mouvement était désorganisé et la plupart des chefs des Irlandais Unis étaient en prison. C’est le moment que choisit le directoire pour monter une nouvelle expédition, analogue à celle de 1796. 
Le 6 août 1798, une petite escadre pris la mer avec un millier d’hommes à son bord, sous le commandement du général Humbert. Le 27 août 1798, lors de la bataille de Castlebar, les forces françaises et les rebelles irlandais l’emportèrent sur une force de 6 000 Britanniques dans ce qui fut plus tard surnommé la « course de Castlebar » pour se moquer de la vitesse et la distance que les Britanniques parcoururent dans leur fuite. Une éphémère République de Connaught a été déclarée après la victoire et John Moore, chef de la Mayo Irlandais-Unis a été déclaré son président. Encerclé à bataille de Ballinamuck par des forces supérieures en nombre, le général Humbert dut capituler. Une petite flotte commandée par le général Hardy, avec Wolfe Tone, s’était portée en renfort. Elle fut défaite dans la baie du Donegal. Wolfe Tone fut jugé à Dublin devant la cour martiale. Il fut condamné au gibet. La veille de l’exécution, il se trancha la gorge avec un canif et agonisa toute une semaine avant d’expirer le 19 novembre 1798.

## Conséquences
Peu de temps après, la couronne britannique voulut rattacher l’Irlande au Royaume-Uni afin d'éviter toute nouvelle dissidence. En usant d’intimidation et de corruption, le gouvernement britannique fit voter en 1800 au parlement irlandais l’Acte d'Union qui rattachait l’Irlande au Royaume-Uni. Le parlement irlandais était supprimé, mais l’Irlande était représentée par 100 députés à la chambre des communes et par 32 lords à la chambre des lords. La contestation révolutionnaire et indépendantiste était maîtrisée. Il faut néanmoins noter une tentative trois ans après le vote de l’union d’un raid contre le château du vice roi de Dublin, dirigé par un jeune patriote protestant Robert Emmet, sans succès. Tout au long du XVIIIe siècle on nota plusieurs formes de patriotisme irlandais. Le premier étant celui des Irlandais anglicans qui voulaient garder le pouvoir en Irlande et avoir les mêmes droits que leurs voisins britanniques. Le second, lié à la révolution française, né d’un désir d’union nationale entre les communautés religieuses et d’une volonté d’indépendance envers la Grande-Bretagne. Mais les divisions internes aussi bien religieuses que politiques étaient trop fortes pour pouvoir accéder à l’indépendance. Néanmoins ces courants patriotiques vont rester dans les mémoires et la lutte va reprendre contre le Royaume-Uni tout au long du XIXe et du XXe siècle avec des groupes politiques comme les Fenians, les Sinn Féin ou l’Irish Republican Army (l’IRA).

### Livres
- Marc Belissa, Bernard Cottret, Cosmopolitismes, patriotismes. Europe et Amériques (1773-1802), Rennes, 2005,  (ISBN 2-915596-10-7)
- Serge Bianchi, Philippe Bourdin, Révoltes et révolutions de 1773 à 1802, Nantes 2004,  (ISBN 2-84274-289-3)
- Raymonde Monnier, Révoltes et révolutions en Europe (Russie comprise) de 1773 à 1802, Paris, 2004,  (ISBN 2-7298-2149-X)
- Roland Marx, Histoire de l’Angleterre, Fayard, Paris, 1993
- Jean Guiffon, Histoire de l’Irlande, Hatier, 1992
- Jean Guiffon, La Question d’Irlande, Paris, 2001
- Catherine Meignant, Histoire et civilisation de l’Irlande, Nathan, 1996
- Jean Meyer, La Révolution française, tome deux, PUF, 1991
- Jean Leges, Lexique d’Histoire et civilisation de l’Irlande, ellipse, 1999
- Pierre Joannon, Histoire de l’Irlande et des Irlandais, Perrin, Saint-Amand-Montrond, 2006
- Séan Duffy, Atlas historique de l’Irlande, autrement, Derbyshire (Royaume-Uni), 2000
- Wesley Hutchinson, La Question irlandaise, Ellipses, Paris, 2001

### Revues
- L’Histoire no 33, article de Paul Bow, 1981
- L’Histoire no 115, article de Roland Marx, octobre 1988